# Gimnasio Garfield Sobers
El Gimnasio Garfield Sobers (en inglés: Garfield Sobers Gymnasium) es una de las principales instalaciones deportivas bajo techo de propiedad estatal ubicados en el país caribeño de Barbados. Capaz de alojar cerca de 5000 personas, está situado al noreste de la carretera ABC en el Complejo deportivo Sir Gary Sobers. Normalmente acoge muchos eventos estudiantiles, profesionales, así como los eventos deportivos de caridad. También se ha convertido en el hogar de concursos musicales, programas de entretenimiento, partidos baloncesto, voleibol, y eventos de culturismo, además de competencias de bádminton.